# روگر لیونگ
روگر لیونگ (سوئدی: Roger Ljung؛ زادهٔ ۸ ژانویهٔ ۱۹۶۶) بازیکن فوتبال اهل سوئد بود.
از باشگاه‌هایی که در آن بازی کرده‌است می‌توان به باشگاه فوتبال دویسبورگ، باشگاه فوتبال گالاتاسرای، باشگاه ورزشی یانگ بویز، باشگاه فوتبال مالمو، باشگاه فوتبال آدمیرا واکر مودلینگ، و باشگاه فوتبال زوریخ اشاره کرد.
وی همچنین در تیم‌های ملی فوتبال زیر ۲۱ سال سوئد و سوئد بازی کرده‌است.
وی در مسابقات کشوری و بین‌المللی در مجموع برندهٔ ۱ مدال برنز شده‌است.